# Brug bij Massenhoven
De brug bij Massenhoven is een liggerbrug over het Albertkanaal nabij Massenhoven in de Belgische gemeente Zandhoven. De brug maakt deel uit van de gewestweg N14. Op 28 juni 2021 ging de nieuwe boogbrug open voor het verkeer.